# HCRT
| 10         |  | 20         |  | 30         |  | 40         |  | 50         |
| ---------- |  | ---------- |  | ---------- |  | ---------- |  | ---------- |
| MNLPSTKVSW |  | AAVTLLLLLL |  | LLPPALLSSG |  | AAAQPLPDCC |  | RQKTCSCRLY |
| ELLHGAGNHA |  | AGILTLGKRR |  | SGPPGLQGRL |  | QRLLQASGNH |  | AAGILTMGRR |
| AGAEPAPRPC |  | LGRRCSAPAA |  | ASVAPGGQSG |  | I          |  |            |

A: Аланін

C: Цистеїн

D: Аспарагінова кислота

E: Глутамінова кислота

G: Гліцин

H: Гістидин

I: Ізолейцин

K: Лізин

L: Лейцин

M: Метіонін

N: Аспарагін

P: Пролін

Q: Глутамін

R: Аргінін

S: Серин

T: Треонін

V: Валін

W: Триптофан

Орексин (англ. Hypocretin neuropeptide precursor, HCRT) – білок, який кодується однойменним геном, розташованим у людей на довгому плечі 17-ї хромосоми (17q21.2). Довжина поліпептидного ланцюга білка становить 131 амінокислот, а молекулярна маса — 13 363 Да. 
Два орексини, Орексин А і Орексин Б, мають 50-відсоткову гомологію послідовності, не маючи при цьому значної гомології з іншими пептидами в організмі. Орексини синтезуються порівняно невеликою популяцією клітин латерального гіпоталамуса (близько 50000), чиї аксони досягають практично всіх регіонів мозку. Вважається, що нестача орексину в мозку призводить до розвитку нарколепсії. Орексини демонструють сильно збережену послідовність амінокислот і знайдені у всіх хребетних, що вказує на їх ранню появу в еволюції хребетних. 
Локалізований у клітинних контактах, ендоплазматичному ретикулумі, цитоплазматичних везикулах, синапсах. Синтезується в серці, плаценті, легенях, печінці, скелетних м'язах, нирках та підшлунковій залозі.
Орексин був виявлений в 1998 році майже одночасно двома незалежними групами дослідників мозку щурів . Одна група назвала його орексином, від orexis, що з грецької перекладається "апетит"; а інша група – гіпократином, тому що він синтезується в гіпоталамусі і незначно схожий з іншим пептидом секретином. 

## Будова

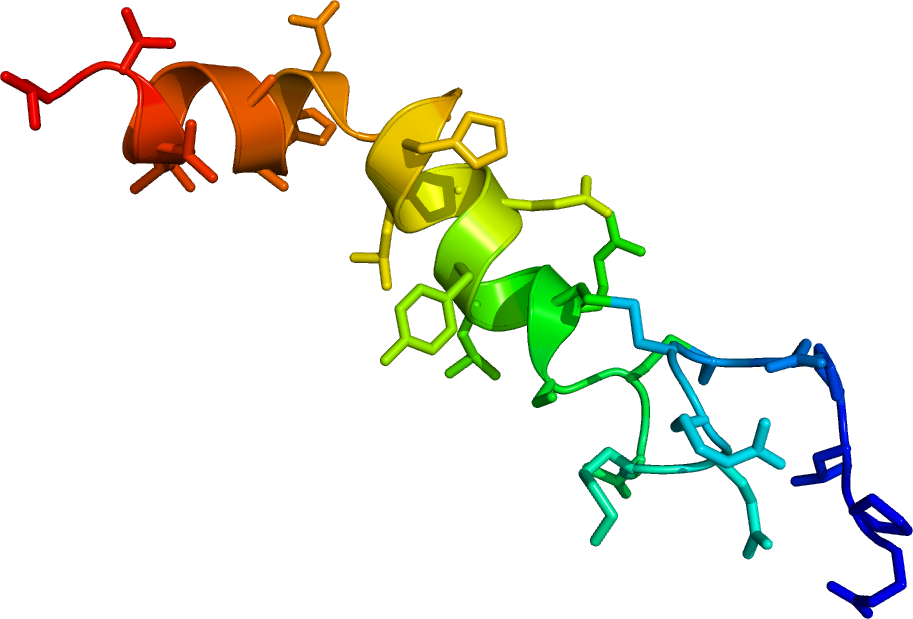
Стуктура препро-орексину

Ген препро-орексину людини (1432 п.н.) складається з двох екзонів та одного інтрону. Перший екзон (143 п.н.) включає 5'-нетрансльовану область та невелику частину кодуючої області, яка кодує перші сім залишків секреторної сигнальної послідовності. Другий екзон містить залишкову частину відкритої рамки зчитування та 3'-нетрансльовану область.
Промотор гену Hcrt є ключовим елементом регулювання експресії орексину в популяції нейронів гіпоталамусу. Промотор містить сайти, які стимулюють та обмежують експресію препро-орексину, включаючи регулюючі елементи 1 і 2 (OE1 та OE2). Сайт OE1 перешкоджає експресії генів Hcrt поза гіпоталамусом. Область, що знаходиться вище від місця запуску транскрипції, містить необхідні елементи правильної експресії та зв'язування декількох факторів транскрипції, включаючи box A2 (Foxa2), IGFBP3, та ядерні рецептори, що стимулюють або пригнічують експресію гену Hcrt. 
Показано, що мРНК препро-орексину регулюється під час голодування, що свідчить про те, що ці нейрони відчувають енергетичний баланс тварини. Кілька звітів показали, що орексинові нейрони експресують рецептори лептину та регулюються ним. Тому зниження рівня лептину може бути можливим фактором, що підвищує рівень експресії мРНК препро-орекину під час голодування. Рівень препро-орексину також підвищувався при гіпоглікемічних станах, що свідчить про те, що експресія гену препро-орексину також регулюється рівнем глюкози в плазмі.
Білок препро-орексин, який має типову секреторну сигнальну послідовність на його N-кінці, протеолітично розщеплюється з утворенням зрілих орексинів А та Б. Орексин А довжиною в 33 амінокислоти і має два дисульфідні зв'язки (Cys6-Cys12, Cys7-Cys14) необхідні для його функціонування. Орексин Б - прямий ланцюг з 28 амінокислот. Орексин А має приблизно однакову афінність до обох рецепторів, в той час як Орексин Б реагує в основному з OX2 і в 5 разів слабше орексину А. Існують два орексинові рецептори - OX1 and OX2. Вони є G-білокспряженими рецепторами.

## Функції

### Сон
Основною функцією орексину є підтримка стану неспання. Ендогенна нестача орексину призводить до нарколепсії - захворювання, що характеризується порушеннями циклів сну-неспання  . Точкові мутації в гені Орексин були виявлені як причина деяких розладів сну.

### Регулювання енергетичного балансу
При спостереженні за людьми і тваринами, що страждають нарколепсією, була відзначена схильність до повноти і ожиріння, хоча апетит при цьому знижувався. Досліди на мишах дозволили вченим зробити висновок, що орексини підвищують одночасно і апетит, і базальний рівень метаболізму.

### Ефекти в периферичних тканинах
Відомо вплив орексину на рівень цукру в крові, метаболізм в жирових тканинах, кров'яний тиск (підвищує) і овуляцію.

### Участь в процесах розвитку залежності і звикання
Орексини займають центральне місце в мезолімбічних і мезокортикальних шляхах в мозку, що відповідають за вироблення мотивованої поведінки і появу психологічної залежності. Відомо про взаємодію орексину нейронів з ділянкою VTA (ventral tegmental area), яка робить можливою нейронну пластичність, пов'язану з процесом залежності. Активація цієї системи може відновити поведінку, спрямовану на отримання задоволення від наркотику через довгий час після припинення його прийому.

## Потенційні напрямки застосування
Орексин здатний покращувати когнітивні функції мозку у приматів, особливо в умовах позбавлення сну, що може забезпечити можливість лікування надмірної сонливості вдень.
Дослідження показали, що трансплантація нейронів, що синтезують орексин, в ретикулярну формацію у пацюків є можливою. Це свідчить про потеційну розробку альтернативних терапевтичних стратегій для лікування нарколепсії.
Сьогодні розробляються як агоністи орексину (для лікування нарколепсії), так і антагоністи (для лікування безсоння). Експерименти показали, що ефективність інтраназального прийому орексину не поступається внутрішньовенному прийому за ефектом.